# Shurab (Afeganistão)
Shūrāb é uma localidade abandonada do Afeganistão, localizada na província de Balkh.